# Чухрай, Алексей Иванович
Алексей Иванович Чухрай (1939, Нижняя Ланная) — украинский и советский композитор, Заслуженный деятель искусств Украины, член Национального Союза композиторов Украины.
Родился в Нижний Ланной Карловского района.
В родном селе он впервые взял в руки баян.

## Творчество
За свою жизнь Алексей Чухрай написал десятки песен, которые сейчас выполняют народные и заслуженные артисты Украины, любительские коллективы, взрослые и дети. Является автором гимна города Полтавы, который исполнялся Иосифом Кобзоном, как и другое произведение композитора «Моя Полтава» на стихи А. М. Драгомирецкого.
Среди соавторов Алексея Чухрая: Дмитрий Луценко, Борис Олейник, Михаил Шевченко, Владимир Тарасенко. Несколько песен Алексей Чухрай написал вместе с заслуженным журналистом Украины Николаем Ляпаненко.